# Mistrz Świętej Rodziny
Mistrz Świętej Rodziny lub Mistrz Rodziny Marii Młodszy (j. niem. Meister der Heiligen Sippe Jüngere) (ur. ok. 1450, zm. ok. 1515) – późnogotycki malarz niemiecki czynny w Kolonii w latach 1475–1515.
Jego przydomek pochodzi od późnogotyckiego ołtarza pochodzącego prawdopodobnie z niezachowanego do dziś kościoła św. Achacego (St. Achatius Kirche) w Kolonii.

## Twórczość i styl
W XX wieku był identyfikowany z miejskim malarzem Lambertem von Luytge. Tematyką jego prac były: małe obrazy dewocyjne, historyczne, obrazy ołtarzowe oraz witraże. W jego pracach widać wpływy sztuki niderlandzkiej, głównie dzieł Rogiera van der Weydena, Justusa z Gandawy, Hugo van der Goesa i Geertgena tot Sint Jansa oraz innych artystów – twórców m.in. Mistrza Ołtarza św. Bartłomieja czy Mistrza Życia Marii. Specjalizował się w tłach krajobrazowych. Był prawdopodobnie nauczycielem Mistrza Świętego Seweryna.